# Lakewood Village (Texas)
Pour les articles homonymes, voir Lakewood Village.
Lakewood Village est une ville située au centre-est du comté de Denton au Texas, aux États-Unis,. Elle est incorporée le 26 avril 1977.

## Démographie
Lors du recensement de 2010, la ville comptait une population de 545 habitants. Elle est estimée, en 2016, à 813 habitants.

### Source de la traduction
- (en) Cet article est partiellement ou en totalité issu de l’article de Wikipédia en anglais intitulé « Lakewood Village, Texas » (voir la liste des auteurs).